# William Hammer
William Hammer (født 31. juli 1821 i København, død 9. maj 1889 på Kommunehospitalet sammesteds) var en dansk blomstermaler, bror til H.J. Hammer.
Hammer kom tidlig på Kunstakademiet og blev efter sin konfirmation sat i malerlære hos våbenmaler O. Larsen. Uagtet han forlod Akademiet, inden han var nået op i de højere klasser, var han med blandt de unge kunstnere, der i 1844-46 udførte de indre dekorationer i Thorvaldsens Museum under Gottlieb Bindesbølls ledelse. Inden for en snævrere grænse, nemlig som frugt- og blomstermaler, viste han et kraftigere og frodigere talent end broderen, udstillede 1847 sit første arbejde, vandt 1853 den neuhausenske præmie for Blomster og frugter, der blev købt til Den kgl. Malerisamling, og fik samme år Akademiets rejseunderstøttelse, der fornyedes næste år. Efter at have besøgt Frankrig, Tyskland og Italien var han atter hjemme 1855. Ved udstillingen 1860 tilkendtes Thorvaldsen Medaillen ham for et stort og i dette fag usædvanlig frit og rigt anordnet, i farvebehandlingen særlig kraftigt billede: Frugter under et æbletræ (Statens Museum for Kunst). I 1871 blev han medlem af Akademiet. En del af hans senere arbejder gik til Amerika.
Hammer var i 1853 blevet gift med Juliette Quintilia Friedenburg, der overlevede ham. I 1862 besøgte han verdensudstillingen i London, 1871-72 var han, med Det anckerske Legat, i Italien, som han flere gange besøgte, da han var en ivrig samler af oldsager, navnlig græske lerlamper. Han studerede sig så alvorlig ind i denne særlige kunstart, at han i 1887 kunne udgive et fortjenstligt værk: Om de antike Lerlamper. Han var endnu en kraftig mand, da en lungebetændelse bortrev ham på Kommunehospitalet 9. maj 1889. Han forenede en fri og naturlig formgivning med en kraftig og harmonisk farve og opnåede i sine større billeder en rig og stemningsfuld dekorativ virkning.
Han er begravet på Assistens Kirkegård.